# 玛雅 (埃及人)
玛雅（maya，？—？）是古埃及第十八王朝图坦卡蒙、伊特努特-阿伊与哈伦海布统治时期的大臣。在图坦卡蒙与伊特努特-阿伊统治时期，他是最重要的大臣，他也是统计皇家陵墓的陪葬品的数量的工作人员。他曾送一个巫沙布提俑给图坦卡蒙当陪葬品。
| G20 | I | I | A |

| G20 | I | I | A |

## 生平
玛雅的生年不详，考古学家对玛雅的早年生平所知不多，他的父亲是法官Iuy,而母亲名叫weret。根据在马尔卡塔皇宫里发现的记载，玛雅可能于阿蒙霍特普三世统治第34年(约公元前1358年或公元前1356年)开始为皇室服务，他可能与马尔卡塔皇宫记载中提到的书吏，Maya是同一个人，他一开始可能担任书吏，他也可能与在阿玛尔奈皇陵中提到的大臣May是同一个人。之后在埃赫那吞到哈伦海布时期担任财务大臣，负责统计国库数量，陪葬品数量和收税，他有一个妻子名叫美丽特，并育有两个女儿，他最后一次出现于记载上是在哈伦海布统治第8年(约公元前1311年)，他向百姓收税的情形。他可能在之后去世。根据一个名叫Neferhotep的阿蒙大祭师的墓室(TT50)中的记载，可以发现玛雅和法老哈伦海布的关系十分要好。

## 封号
在他为五任法老王服务期间，他获得了一些封号，分别是:an bearer on the King's right hand, overseer of the treasury, chief of the works in the necropolis和 leader of the festival of Amun in Karnak.

## 家庭
玛雅是一个法官Iuy和妻子Weret的儿子，在他在萨卡拉的墓室中也提到他有一个兄弟Nahuher。他与妻子美丽特结婚并育有两个女儿Mayamenti和Tjauenmaya。

## 陵墓

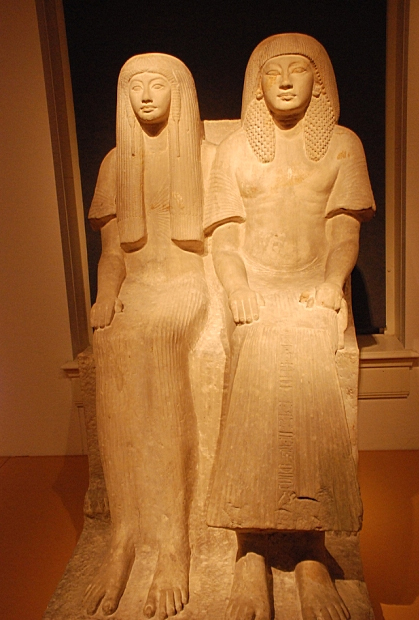
正拍的玛雅与美丽特的雕像

玛雅与妻子美丽特的陵墓位于薩卡拉,于1843年发现,一些陪葬品已搬去柏林新博物馆,后来陵墓地址却遗失了,1975年,其陵墓又被苏格兰博物馆的主导人发现,其陵墓有18米深,其最著名的雕像现藏苏格兰博物馆。